# Wuhan Yangtze River
Wuhan Yangtze River Football Club, zuvor bekannt als Wuhan Zall (vereinfachtes Chinesisch: 武汉 卓尔; traditionelles Chinesisch: 武漢 卓爾; Pinyin: Wǔhàn Zhuó'ěr), war ein chinesischer Fußballklub, der in der Chinese Super League spielte. Das Team war in Wuhan (Provinz Hubei) ansässig und sein Heimstadion war das Wuhan-Sports-Center-Stadion mit einer Kapazität von 53.000 Sitzplätzen. 
Der Verein wurde 2009 nach dem Rückzug und der Auflösung seines Vorgängers Wuhan Guanggu aus der Liga gegründet. Sie traten zu Beginn der Saison 2009 am Ende der chinesischen Fußball-Ligapyramide in die dritte Liga ein. Das Team stieg 2013 erstmals in die chinesische Super League, nachdem es den zweiten Platz China League One Saison 2012 erreicht hatte, stieg im Folgejahr allerdings wieder ab. Zur Saison 2019 spielte der Verein wieder in der höchsten Spielklasse.

## Geschichte
Der Verein wurde im Februar 2009 unter dem Namen Hubei Greenery gegründet. Sein Vorgängerklub Wuhan Guanggu war im Oktober 2008 mit der Begründung der unfairen Bestrafungen aus der obersten Klasse ausgetreten, nachdem der Verein einen Streit mit dem chinesischen Fußballverband über das Verhalten der Klubs in einem Ligaspiel am 27. September 2008 gegen Bejing Guoan hatte, in dem ein Handgemenge ausbrach. Aufgrund ihres Ausscheidens konnten sie sich nicht anmelden und an keinen professionellen Turnieren teilnehmen. Der Fußballverband der Provinz Hubei entschied sich jedoch, aufgrund der fehlenden Vertretung der Hubei-Teams innerhalb des chinesischen Fußballsystems zur Gründung eines neuen Teams zur Vertretung von Hubei und nutzte das Wuhan U-19-Team sowie das Hubei-Jugendteam als Grundlage für den Kader. Am 26. Februar 2009 wurde ein neuer Fußballverein gegründet, als sich Hubei Greenery offiziell im chinesischen Fußballverband anmeldete und auf der untersten Stufe des Profifußballsystems in der dritten Liga antrat. Der neugegründete Klub konnte im ersten Jahr bereits in die zweitklassige League One aufsteigen, wo er sich schnell im oberen Teil der Tabelle etablieren konnte. 2012 folgte der Aufstieg in die höchste chinesische Liga.
Bis zum 14. Dezember 2011 übernahm die Zall Group den Besitz des Klubs und benannte sie in Wuhan Zall Football Club um. Außerdem wurden die Farben der Teams wieder orangefarben, diese waren bereits die Vereinsfarben des Vorgängervereins.
Im Jahr 2015 wurde der Fußballverein an eine private Firma des Vorsitzenden Yan Zhi und seiner Angehörigen für 20 Millionen Renminbi verkauft.
Am 25. Januar 2023 gab der Verein bekannt, dass er beschlossen hat, sich aus allen vom chinesischen Fußballverband verwalteten Wettbewerben zurückzuziehen, womit der Verein aufgelöst wurde.

## Namensgeschichte
- 2009–2010: Hubei Greenery FC (湖北绿茵)

- 2011: Wuhan Zhongbo FC (武汉中博)

- 2012–2021: Wuhan Zall FC (武汉卓尔)
- 2021–2022: Wuhan FC (武汉)
- 2022–2023: Wuhan Yangtze River FC (武汉长江)

## Platzierungen
| Saison   | 2009 | 2010 | 2011 | 2012 | 2013 | 2014 | 2015 | 2016 | 2017 | 2018 | 2019 | 2020 | 2021 | 2022 |
| -------- | ---- | ---- | ---- | ---- | ---- | ---- | ---- | ---- | ---- | ---- | ---- | ---- | ---- | ---- |
| Liga     | 3    | 2    | 2    | 2    | 1    | 2    | 2    | 2    | 2    | 2    | 1    | 1    | 1    | 1    |
| Position | 2    | 5    | 7    | 2    | 16   | 3    | 10   | 6    | 5    | 1    | 6    | 15   | 14   | 16   |